# LXTV
LXTV es la marca de un estilo de vida y la unidad de producción de programación de entretenimiento propiedad de NBC Universal, que crea contenido "hiperlocal". Iniciado en 2006 por el exejecutivos de MTV Morgan Hertzan y José Varet como una red de televisión de banda ancha de propiedad privada y el Sitio Web, LXTV fue adquirida en enero de 2008 por NBC Owned Television Stations (antes NBC Local Media), una división de NBCUniversal. LXTV se formó después de la empresa - inicialmente se centró exclusivamente en el contenido basado en web - fue abordado por NYC TV cabeza Arick Wierson sobre la formación de una sociedad de producción conjunta. NYC TV, que más tarde pasó a forjar una asociación de contenido con la estación local de Nueva York de la cadena NBC, WNBC/Ch. 4, trajo LXTV en el acuerdo NBC, dando así los primeros solo por Internet de acceso de las empresas a la cadena de televisión local de recaudación superior local en los Estados Unidos Después de repetidos intentos de adquirir el brazo de producción de NYC TV (debido a la propiedad pública de NYC TV status) NBC optó por comprar LXTV, por lo que podría crear semejante tarifa hiperlocal por sí mismo.
Algunos de los programas de LXTV incluyen 1st Look, Open House, Open House NYC y George to the Rescue, que presenta la programación estilo de vida para un público joven y próspera.
LXTV también creó y puso en marcha New York Live (anteriormente LX New York),
la transmisión en vivo, estilo de vida programa diario de WNBC, Nueva filial de NBC York, transmitido desde el Studio 51 en el Rockefeller Center y viven en las calles en los alrededores de Nueva York.

## Programas
1st Look: es un programa de estilo de vida nacional semanal en la cadena NBC que cuenta con exclusivos restaurantes, ir de compras, la moda, la vida nocturna y el entretenimiento. El show es conducido por Ali Fedotowsky. Ex-huéspedes incluyen Maria Sansone y Pedro Andrade. Actualmente emitido en VH1 Latinoamérica.
Open House y Open House NYC son semanales shows inmobiliarios de lujo en la NBC, destacando lo mejor en bienes raíces y el diseño de interiores de todo el país, organizada por Sara Gore.
George to the Rescue
My First Time
Match Off
I Do!

## Historia
Originalmente la marca Code.TV, y se centró en la distribución web, fundadores de la productora renombrados como "LXTV" - LX una abreviatura de Lujo - como arte de un acuerdo hecho con el local de Nueva York NYC canal de televisión en el que el organismo de radiodifusión aire el contenido LXTV por el aire en WNYE canal UHF 25. Antes de rebranding, Code.TV lanzó un video en la web de una sola vez después de alrededor de un analista de 23 años de edad llamado AJ que trabajaba en un banco de inversión al salir en una noche extravagante en la ciudad, en la que describió como "modelos y botellas." Lujoso estilo de vida de AJ, la personalidad colorida y eslogan se hizo viral y se convirtió en carne de Web instante, siendo recogido por sitios como "Gawker", "New York Times" y el "New York Sun".